# Kernbrennstoffsteuergesetz
Das Kernbrennstoffsteuergesetz ist ein deutsches Bundesgesetz. In der Fassung vom 8. Dezember 2010 trat es am 1. Januar 2011 in Kraft.
Gegenstand der Besteuerung ist „Kernbrennstoff, der zur gewerblichen Erzeugung von elektrischem Strom verwendet wird.“
Hintergrund war die Notwendigkeit der Haushaltskonsolidierung, sodass neue Einnahmequellen geschaffen werden sollten. Insgesamt werden für die folgenden Jahre 2,3 Milliarden Euro Einnahmen jährlich erwartet.
Das Kernbrennstoffsteuergesetzes lief am 31. Dezember 2016 aus, da von der Bundesregierung keine Verlängerung der Steuer für die bis 2022 betriebenen Atomkraftwerke verabschiedet worden ist. Der Bundestag hat am Donnerstag, 10. November 2016, den Antrag der Fraktion Die Linke, die Brennelementesteuer beizubehalten, in namentlicher Abstimmung mit 472 Nein-Stimmen gegen 109 Ja-Stimmen bei zwei Enthaltungen abgelehnt.
Das Bundesverfassungsgericht erklärte das Kernbrennstoffsteuergesetz mit Beschluss vom 13. April 2017 (Az.: 2 BvL 6/13) für verfassungswidrig. Da sich die Kernbrennstoffsteuer nicht dem Typus der Verbrauchsteuer im Sinne des Art. 106 GG zuordnen lässt, fehlte dem Bundesgesetzgeber die Gesetzgebungskompetenz für den Erlass dieses Gesetzes.